# Codonopsis henryi
Codonopsis henryi är en klockväxtart som beskrevs av Daniel Oliver. Codonopsis henryi ingår i släktet Codonopsis, och familjen klockväxter. Inga underarter finns listade i Catalogue of Life.